# Dikeledi Magadzi
Dikeledi Phillistus Magadzi est une femme politique sud-africaine affiliée au Congrès national africain. Elle est élue membre à l’Assemblée nationale de 2014 à 2023,, présidente de la commission du portefeuille des transports entre 2014 et 2019, de vice-ministre des Transports de 2019 à 2021, puis de vice-ministre de l’Eau et de l’Assainissement de 2021 à 2023. 
Avant son entrée au Parlement national, elle est membre du Conseil exécutif (MEC) au sein du gouvernement provincial du Limpopo.

## Biographie
Dikeledi Magadzi est une militante du Congrès national africain (ANC). Entre 1994 et 1998, elle exerce les fonctions de membre du Conseil exécutif (MEC) chargé des travaux publics dans le gouvernement provincial du Limpopo. Ensuite, elle siège dans le conseil exécutif  pour l’Agriculture de 2004 à 2009 ainsi que pour la Sécurité et la Sûreté de 2009 à 2010.
Elle fait partie  du Comité exécutif national du Congrès national africain de 2007 à 2022. 
En 2014, elle se fait élire à l’Assemblée nationale parmi les 249 députés du Congrès national africain (ANC). Par la suite, elle est désignée présidente du Comité du portefeuille des Transports, poste qu’elle a occupé de 2014 à 2019.
Après sa réélection en 2019, Dikeledi Magadzi est nommée vice-ministre des Transports. En août 2021, elle est transférée au poste de vice-ministre de l’Eau et de l’Assainissement.
Dikeledi Magadzi s’est présentée sans succès à la réélection au Comité exécutif national (NEC) lors de la 55e Conférence nationale de l'ANC en décembre 2022. Elle est relevée de ses fonctions de vice-ministre et remplacée par Judith Tshabalala (en) lors du remaniement ministériel du 6 mars 2023. 
Le 15 mars 2023, elle démissionne de son siège à l’Assemblée nationale. Magadzi est mère de cinq enfants et grand-mère de deux petits-enfants.

## Note et Références

### Note
- (en) Cet article est partiellement ou en totalité issu de l’article de Wikipédia en anglais intitulé « Dikeledi Magadzi » (voir la liste des auteurs).